# 格雷格·塞利格

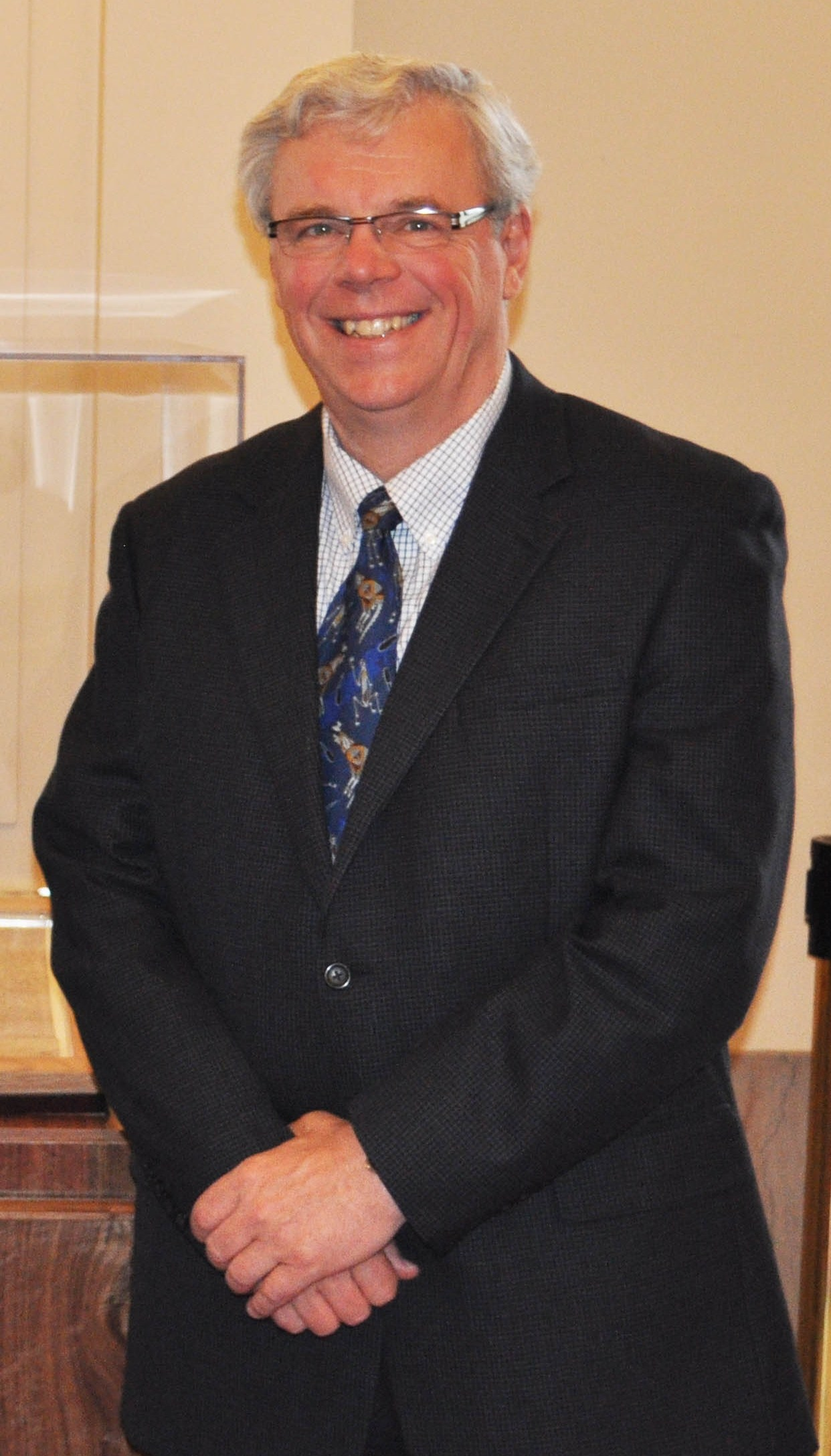

格雷格·塞利格（英語：Greg Selinger；1951年2月16日—）是加拿大的一位新民主黨籍政治家。他自2009年10月19日至2016年5月3日擔任曼尼托巴省省長職務。在擔任省長之前，他曾是曼尼托巴省的財政廳長。塞利格出生在泽林格出生在薩斯喀彻溫省里賈纳，擁有倫敦經濟學院博士學位。